# 粒子法
粒子法（りゅうしほう）とは、連続体に関する方程式を数値的に解くための離散化手法の一つで、計算対象物を粒子の集まりとして表すことからこのように呼ばれる。
主に流体解析や構造解析に用いられる手法で、代表的なものとして, SPH(Smoothed Particle Hydrodynamics)法や、MPS(Moving Particle Semi-implicit)法などがある。また、連続体の離散化手法とは異なるものであるがDEM(Distinct Element Method)法も粒子法と呼ばれる場合がある。

## 特徴と利点
流体解析においては、ラグランジュ法に属し、粒子の位置変化が対流に相当するため対流項の計算が無いという特徴がある。（有限体積法、有限要素法に代表されるオイラー法では対流項の扱いが最も煩雑かつ難解な部分である。）
その他の主なメリットとして、質量が保存すること、水面等の扱いが容易であること、計算格子の作成が不要な点が挙げられる。粒子集団で構成される計算空間は接続情報が無いため、格子に比べて作成や扱いが容易である。また、格子解法のように微小な水滴が消えてしまうことはない。よって、さざ波や水しぶきなどの流体表面の細部の挙動を解析しやすい。構造解析においては、変形する母材の扱いが容易。
CG領域ではSPH法をアレンジした粒子法や粒子/格子ハイブリッド手法が使われることがある。　→　FLIP、Hybrido等

## 現状の課題と実用状況
有限要素法や有限体積法に比べると歴史が浅く、専用の解析ソフトウェアの数は極めて少ない。
現実世界に極めて近い計算モデル[?]で解析を行うため万能にも思われる粒子法であるが、従来の手法と比較した場合の明らかな短所が幾つか存在する。
＊空間分解能を調整する技術が一般的でない。格子手法のように要所に計算点を集中させることができない。
＊乱流モデルはじめとする諸々の物理モデルの整備が不十分。工学的に適用できる対象は限定的。
＊流入/流出や大気開放といった境界条件の扱いが厄介。
＊粒子系の特性に依存する非物理挙動が顕著。
粒子法は格子法に比べると研究分野として未成熟である。粒子群の安定性といった根本的な課題が未解決のままである（張力不安定性等）。

## 著名なソフトウェア等
産業界に向けては、例えば東大発ベンチャーのプロメテック・ソフトウェア株式会社がParticleworks/Granuleworks(MPS/DEMに基づく流体/粉体解析ソフトウェア)を開発・販売しており、粒子法のエンジニアリング実務への応用も進行している。
- SPlisHSplasH（SPH)
- DualSPHysics (SPH)
- GPUSPH (SPH)
- CFDEM/* LIGGGHTS (DEM/SPH)
- プロメテック/Particleworks (MPS)
- 株式会社富士テクニカルリサーチ/MPS-RYUJIN (MPS)

### パッケージの一部に粒子法を含む製品
- Ansys/LS-DYNA (SPH)
- RealFlow（Cinema4D）（SPH/Hybrido）

## 主な手法
- Distinct Element Method (DEM法)
- Smoothed Particle Hydrodynamics (SPH法)
- Moving particle semi-implicit method (MPS法)